# Lijst van burgemeesters van Nieuwkoop
Dit is een lijst van burgemeesters van de Nederlandse gemeente Nieuwkoop in de provincie Zuid-Holland.
| Ambtsperiode | Naam burgemeester                        | Partij of stroming | Bijzonderheden                                                                                    |
| ------------ | ---------------------------------------- | ------------------ | ------------------------------------------------------------------------------------------------- |
| 1825 - 1833  | Jacob Willem Bosch                       |                    | maire 1811-1813, president van het gemeentebestuur 1813, burgemeester 1814-1817, schout 1817-1825 |
| 1833 - 1834  | Waling Dam                               |                    | waarnemend (als eerste assessor)                                                                  |
| 1834 - 1873  | Joannes Arnoldus Swillens                |                    |                                                                                                   |
| 1873 - 1876  | Jacobus Sneltjes                         |                    |                                                                                                   |
| 1876 - 1877  | Willem Carel graaf van Rechteren Limpurg |                    |                                                                                                   |
| 1877 - 1919  | Hugo Boudewijn Onderwater                |                    |                                                                                                   |
| 1919 - 1931  | Petrus Adrianus Thomas van der Weijden   |                    |                                                                                                   |
| 1931 - 1952  | Petrus Martinus Maria van der Weijden    |                    | zoon van voorganger; later burgemeester van Noordwijkerhout                                       |
| 1952 - 1965  | Martinus Petrus van der Weijden          | KVP                | voorganger was zijn neef                                                                          |
| 1965 - 1978  | Adriaan (A.H.) van Montfoort             | KVP                |                                                                                                   |
| 1978 - 1989  | Taco (T.R.) Seinstra                     | CDA                |                                                                                                   |
| 1989 - 1998  | Wil (W.M.C.) de Vrey-Vringer             | VVD                |                                                                                                   |
| 1999 - 2003  | Onno (G.O.) van Veldhuizen               | D66                |                                                                                                   |
| 2003 - 2007  | Dick (D.M.) Boogaard                     | CDA                | waarnemend                                                                                        |
| 2007 - 2020  | Frans Buijserd                           | CDA                |                                                                                                   |
| 2020 - heden | Robbert-Jan van Duijn                    | CDA                |                                                                                                   |